# Retrato de una dama con una ardilla y un estornino
Retrato de una dama con una ardilla y un estornino es un retrato al óleo sobre tabla de roble de 1526-1528 del pintor renacentista alemán Hans Holbein el Joven. La pintura muestra a una joven recatadamente vestida, sentada sobre un fondo azul liso y sosteniendo en su regazo una ardilla domesticada atada con una cadena de plata comiendo una nuez; detrás un estornino se posa sobre una vid con el pico apuntando a su oreja derecha. La uva, motivo bíblico, para Holbein era un símbolo de abundancia y riqueza. Se cree que la retratada es Anne Lovell, esposa de Sir Francis Lovell (m. 1551), terrateniente y escudero de Enrique VIII.
Holbein pintó el retrato durante su primera visita a Inglaterra, que duró desde el verano de 1526 hasta el verano de 1528. David J. King sugiere que podría haberse hecho en invierno, ya que la dama porta una cálida cofia de piel blanca.  Durante esta primera estancia, Holbein trabajó en gran medida para el círculo de Tomás Moro y sus allegados: su dibujo de la pupila de Moro, Margaret Giggs, la muestra usando el mismo tipo de cofia apuntada sencilla. Holbein también pintó retratos de Sir Henry Guildford y Mary, Lady Guildford, con follaje decorativo similar en el fondo. 
En esta etapa de su carrera, Holbein solía adaptar estos diseños de libros de patrones; en su última década colocó a los sujetos de sus retratos sobre fondos lisos en un estilo más icónico. El historiador del arte John Rowlands considera que esta pintura es "el más encantador de los retratos de la primera estancia de Holbein en Inglaterra". 

## Identificación

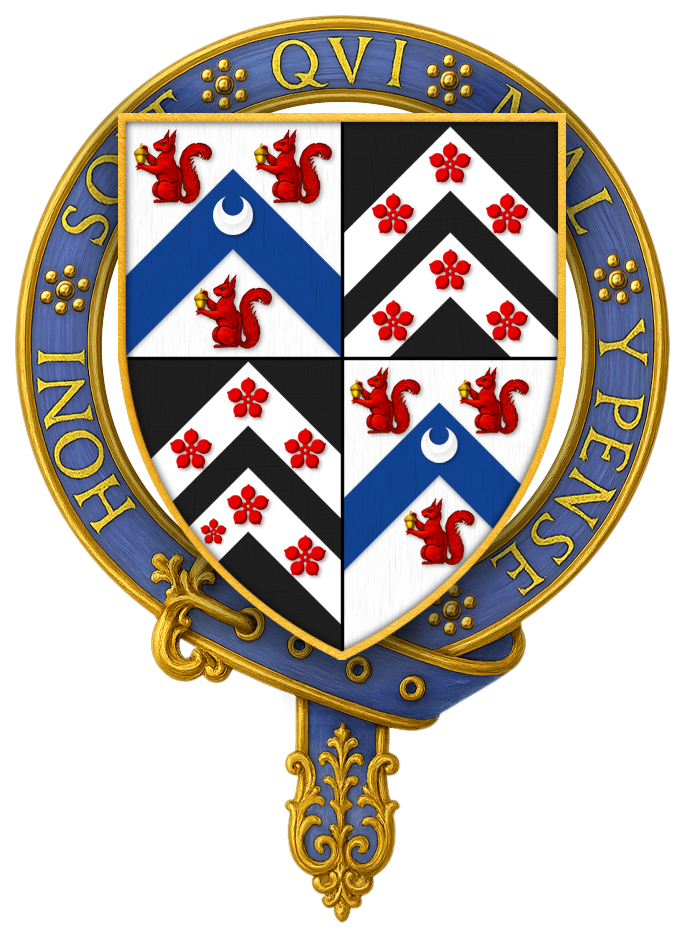
Escudo de armas de Sir Thomas Lovell, caballero de la Orden de la Jarretera, que incluye ardillas rojas.

La evidencia para la identificación de la modelo como Anne Lovell fue descubierta por el historiador de vidrieras David J. King mientras estudiaba las ventanas de la iglesia parroquial en East Harling, Norfolk, lugar de origen de la familia Lovell. King notó que el escudo de armas de la familia Lovell en las vidrieras, incluía ardillas. Se aprecia también que el estornino (starling, en inglés) representa mediante un acertijo visual el lugar donde vivía la retratada, que comúnmente se escribía "Estharlyng" en ese momento. 
Ana (de soltera, Ashby) era la esposa del terrateniente de Norfolk Sir Francis Lovell. Era sobrino y heredero de Sir Thomas Lovell, caballero de la Orden de la Jarretera, quien luchó en la batalla de Bosworth. Thomas sirvió como Presidente de la Cámara de los Comunes, Secretario del Tesoro y Ministro de Hacienda.

## Propiedad
El retrato estuvo en Houghton Hall desde 1761, pero fue comprado por la National Gallery en 1992 con contribuciones del National Heritage Memorial Fund, el Art Fund y J. Paul Getty Jnr (a través de American Friends of the National Gallery, Londres). 